# Micieces de Ojeda
Micieces de Ojeda est une commune d'Espagne de la province de Palencia dans la communauté autonome de Castille-et-León. Elle fait partie de la comarque naturelle de La Ojeda.

## Géographie
Le hameau de Berzosa de los Hidalgos fait partie du territoire de la commune.

## Démographie
| 1900 | 1910 | 1920 | 1930 | 1940 | 1950 | 1960 | 1970 | 1981 | 1991 | 2013 |
| 213  | 235  | 235  | 351  | 357  | 387  | 368  | 297  | 178  | 130  | 89   |

## Économie
L'économie du village est basée dans l'agriculture et l'élevage, principalement bovin.

## Patrimoine

### Monuments et sites
- Église paroissiale de "San Julián y de Santa Basilisa"
- Chapelle de la "Virgen de la Calle"
- Cuérnago
- Moulin d'eau
- Mairie
- Chapelle de "San Lorenzo"

### Fêtes populaires
- 5 et 6 septembre "San Lorenzo"
- 20 novembre "Virgen de la Calle"
- La Fête de la Pomme de Terre ("Fiesta de la Patata") a eu lieu autrefois dans le village.